# FBC Roma
FBC Roma – włoski klub piłkarski, mający swoją siedzibę w stolicy kraju – Rzymie.

## Historia
Chronologia nazw:
- 1901: Foot-Ball Club di Roma
- 1927: klub rozwiązano – po fuzji z Alba Audace Roma i Fortitudo Pro Roma, w wyniku czego powstał AS Roma

Piłkarski klub Foot-Ball Club di Roma został założony w Rzymie w styczniu 1901 roku. Często znany jako klub Roman z powodu jego angielskiej nazwy stosowanej przez wielu Szkotów, którzy byli wśród założycieli klubu. W latach 1903–1906 członkowie klubu grali między sobą. W sezonie 1907 klub startował w Campionato Romano, w którym zajął trzecie miejsce. Potem jako drugi rzymski klub (po S.S. Lazio) przyłączył się do włoskiej federacji F.I.G.C. ale w sezonie 1907/08 nie występował w III Categoria, tylko brał udział w rozgrywkach lokalnych. Dopiero w sezonie 1909/10 debiutował w grupie laziale III Categoria, w której zajął drugie miejsce. Następny sezon zakończył na trzecim miejscu w grupie. W sezonie 1911/12 był czwartym w Sezione laziale. W 1912 roku reorganizowano pierwszy poziom mistrzostw Włoch. Po raz pierwszy wzięły w nich udział kluby z południowej części kraju. Dlatego w sezonie 1912/13 klub debiutował w Prima Categoria, w której zajął czwarte miejsce w grupie laziale. Następny sezon zakończył rozgrywki na drugiej pozycji. W sezonie 1914/15 najpierw zwyciężył w grupie laziale, a potem był trzecim w grupie półfinałowej Środkowych Włoch. Po przerwie związanej z I wojną światową w 1919 reaktywował swoją działalność. W sezonie 1919/20 zajął ostatnie 7.miejsce w Sezione laziale. W następnym sezonie ponownie został sklasyfikowany na ostatniej 8.pozycji w Sezione laziale. W 1921 powstał drugi związek piłkarski C.C.I., w związku z czym mistrzostwa prowadzone osobno dla dwóch federacji. W sezonie 1921/22 startował w Prima Divisione Lega Sud (pod patronatem C.C.I.), zajmując 6.miejsce w grupie Laziale. W 1922 po kompromisie Colombo mistrzostwa obu federacji zostały połączone, w związku z czym klub został zakwalifikowany do Prima Divisione Lega Sud, gdzie w sezonie 1922/23 zajął ostatnie 8.miejsce w grupie Laziale i tym razem został oddelegowany do Seconda Divisione. W sezonie 1923/24 był drugim w grupie laziale Seconda Divisione. W sezonie 1924/25 zwyciężył w grupie laziale i po barażach z Audace Roma zdobył promocję do Prima Divisione. W następnym sezonie 1925/26 był szóstym w grupie laziale Prima Divisione. W 1926 po wprowadzeniu najwyższej klasy zwanej Divisione Nazionale klub został zakwalifikowany do II klasy, zwanej nadal Prima Divisione. Po zakończeniu sezonu 1926/27, w którym zajął przedostatnie 9.miejsce w grupie D Prima Divisione, 22 lipca 1927 roku połączył się z Fortitudo Pro Roma oraz Alba Audace Roma, w wyniku czego powstał klub AS Roma.

## Sukcesy

### Trofea międzynarodowe
Nie uczestniczył w rozgrywkach europejskich (stan na 31-12-2016).

### Trofea krajowe
| \| \| Zdobyte trofea w rozgrywkach Włoch (stan na: 31-05-2017) \| |                                                          |      |                                           |
| Rozgrywki                                                         | Osiągnięcie                                              | Razy | Sezon(y)                                  |
| · Mistrzostwo                                                     | I miejsce                                                | 0    |                                           |
| · Mistrzostwo                                                     | II miejsce                                               | 0    |                                           |
| · Mistrzostwo                                                     | III miejsce                                              | 0    |                                           |
| · Mistrzostwo                                                     | 3.miejsce                                                | 1    | 1914/15 (Semifinali dell'Italia centrale) |
| · Puchar                                                          | zdobywca                                                 | 0    |                                           |
| · Puchar                                                          | finalista                                                | 0    |                                           |
| II liga                                                           | I miejsce                                                | 1    | 1924/25 (grupa laziale)                   |
| II liga                                                           | II miejsce                                               | 1    | 1923/24 (grupa laziale)                   |
| II liga                                                           | III miejsce                                              | 0    |                                           |
| Włochy                                                            | Zdobyte trofea w rozgrywkach Włoch (stan na: 31-05-2017) |      |                                           |

## Stadion
Klub rozgrywał swoje mecze domowe na boisku sportowym Campo di Due Pini w Rzymie.